# Reprezentacja Ukrainy w piłce nożnej mężczyzn
Reprezentacja Ukrainy w piłce nożnej mężczyzn (ukr. Чоловіча збірна України з футболу) – narodowy zespół piłkarzy nożnych Ukrainy. Za funkcjonowanie reprezentacji odpowiedzialny jest Ukraiński Związek Piłki Nożnej.

## Dzieje reprezentacji
Reprezentacja Ukrainy rozpoczęła występy międzynarodowe 29 kwietnia 1992 roku, od porażki 1:3 z Węgrami.
Wcześniej ukraińscy piłkarze grali w barwach reprezentacji Związku Radzieckiego. I to oni – zawodnicy Dynama Kijów, najbardziej utytułowanego klubu ZSRR – stanowili o jej sile w latach 80. Na początku lat 90. niektórzy Ukraińcy (np. Ilja Cymbalar, Wiktor Onopko, Oleg Salenko, Andriej Kanczelskis, Jurij Nikiforow czy Siergiej Juran) wybrali grę w barwach reprezentacji Rosji, która została ogłoszona oficjalnym następcą reprezentacji ZSRR, a Ukraina nie uczestniczyła w największych międzynarodowych rozgrywkach do 1994 r.
Trzykrotnie „Zbirna”, mając w składzie najlepszego według France Football piłkarza świata Andrija Szewczenkę, przegrywała w barażach do międzynarodowych turniejów – z Chorwacją do Mundialu 1998, ze Słowenią do Euro 2000 i z Niemcami do Mundialu 2002. W eliminacjach do Euro 2004 nie przeszła kwalifikacji do finału, zajmując dopiero trzecie miejsce w grupie 6 po przyszłym mistrzu Europy 2004 Grecji i Hiszpanii.
Futbol na Ukrainie cieszy się olbrzymim zainteresowaniem. Wpływ mają na to, oprócz ostatnich sukcesów drużyny narodowej, także regularne występy w Lidze Mistrzów Dynama Kijów i Szachtara Donieck, rozwój infrastruktury sportowej oraz podniesienie poziomu rozgrywek ligowych. W ukraińskich klubach pracuje coraz więcej znanych trenerów z zagranicy.

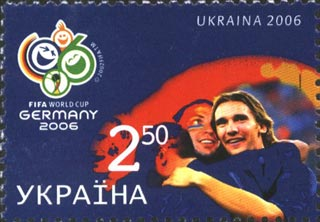
Znaczek pocztowy promujący reprezentację Ukrainy na mistrzostwach świata 2006

W 2005 roku reprezentacja prowadzona przez Ołeha Błochina zajęła pierwsze miejsce w grupie eliminacyjnej do Mundialu 2006 i po raz pierwszy w historii awansowała do finałów mistrzostw świata. Na turnieju po ograniu Arabii Saudyjskiej i Tunezji, awansowała do drugiej rundy, gdzie po rzutach karnych wygrała ze Szwajcarią. W ćwierćfinale nie dała rady przyszłym mistrzom świata Włochom.
Wtedy niemal wszyscy reprezentanci byli zawodnikami klubów z rodzimej ligi, najczęściej Dynama Kijów. Od kilku lat pewną pozycję w bramce miał doświadczony Ołeksandr Szowkowski (Dynamo Kijów). Przed nim grali zazwyczaj Andrij Nesmaczny (Dynamo Kijów), Andrij Rusoł (Dnipro Dniepropetrowsk), Anatolij Tymoszczuk (Bayern Monachium) i Wołodymyr Jezerski (Szachtar Donieck). Liderem drugiej linii był 35-letni rozgrywający Andrij Husin. W ataku obok największej gwiazdy i kapitana reprezentacji Andrija Szewczenki (Dynamo Kijów) występowali Andrij Woronin (FC Liverpool), Ołeksij Bielik (Szachtar Donieck) lub powracający do kadry po dwuletniej nieobecności Serhij Rebrow (Rubin Kazań).
W kolejnych eliminacjach do Euro 2008 ponownie nie zakwalifikowała się do turnieju finałowego, zajmując trzecie miejsce w grupie 2 po reprezentacji Włoch i Francji.
W eliminacjach do Mundialu 2010 zajęła drugie miejsce w grupie 6, ale przegrała w barażach do finałowego turnieju z Grecją (0:0 i 0:1).
W finałach Euro 2012 miała zapewniony start jako współgospodarz (razem z Polską). Znalazła się w grupie D razem z Anglią, Francją i Szwecją. Po jednym zwycięstwie (ze Szwecją 2:1), i dwóch porażkach (z Francją 0:2 i Anglią 0:1) z trzema punktami na koncie zakończyli swój udział w turnieju na fazie grupowej zajmując trzecie miejsce.
W eliminacjach do Mistrzostw Świata 2014 w Brazylii Ukraińcy zajęli drugie miejsce tuż za reprezentacją Anglii z 21 punktami w dziesięciu meczach po sześciu zwycięstwach, trzech remisach i jednej porażce. Oznaczało to ponowny udział w barażach, w których to rywalem ekipy ukraińskiej była Francja. Po zwycięstwie 2:0 w pierwszym meczu rozegranym w Kijowie, w meczu rewanżowym na Saint-Denis padł wynik 3:0 dla Francuzów, w wyniku czego Ukraińcom nie udało się awansować do turnieju głównego.
Udało im się za to awansować do Mistrzostw Europy 2016. W swojej grupie eliminacyjnej grali z Hiszpanią, Słowacją, Białorusią, Luksemburgiem i Macedonią. Zajęli w niej ostatecznie trzecie miejsce z dorobkiem 19 punktów w 10 meczach po sześciu zwycięstwach, jednym remisie i trzech porażkach. Zagrali więc kolejny raz w barażach tym razem z reprezentacją Słowenii. Po zwycięstwie 2:0 w pierwszym meczu we Lwowie, w rewanżowym spotkaniu rozegranym w Mariborze padł wynik 1:1 i ukraińscy piłkarze mogli świętować awans na Euro.
Na turnieju we Francji reprezentacja Ukrainy trafiła do grupy C razem z Polską, Niemcami i Irlandią Północną. Po trzech porażkach odpowiednio z: Niemcami i Irlandią Północną (po 0:2), oraz z Polską (0:1) z zerowym dorobkiem punktowym zajęli ostatnie miejsce i zakończyli udział w turnieju na fazie grupowej. Po tych nieudanych dla Ukraińców mistrzostwach selekcjoner Mychajło Fomenko rozstał się z kadrą. Jego następcą na stanowisku selekcjonera reprezentacji Ukrainy został Andrij Szewczenko.

### Eliminacje doMistrzostw Europy w Piłce Nożnej 2020
| Zespół     | Pkt | M | W | R | P | Br+ | Br− | +/− |
| ---------- | --- | - | - | - | - | --- | --- | --- |
| Ukraina    | 20  | 8 | 6 | 2 | 0 | 17  | 4   | +13 |
| Portugalia | 17  | 8 | 5 | 2 | 1 | 22  | 6   | +16 |
| Serbia     | 14  | 8 | 4 | 2 | 2 | 17  | 17  | 0   |
| Luksemburg | 4   | 8 | 1 | 1 | 6 | 7   | 16  | -9  |
| Litwa      | 1   | 8 | 0 | 1 | 7 | 5   | 25  | -20 |

|            | Portugalia | Ukraina | Serbia | Litwa | Luksemburg |
| ---------- | ---------- | ------- | ------ | ----- | ---------- |
| Portugalia | X          | 0:0     | 1:1    | 6:0   | 3:0        |
| Ukraina    | 2:1        | X       | 5:0    | 2:0   | 1:0        |
| Serbia     | 2:4        | 2:2     | X      | 4:1   | 3:2        |
| Litwa      | 1:5        | 0:3     | 1:2    | X     | 1:1        |
| Luksemburg | 0:2        | 1:2     | 1:3    | 2:1   | X          |

### Akcesja do federacji międzynarodowych
- Data przystąpienia do FIFA: lato 1992
- Data przystąpienia do UEFA: lato 1992

## Udział w międzynarodowych turniejach

### Igrzyska olimpijskie
| Udział w igrzyskach olimpijskich | Udział w igrzyskach olimpijskich | Udział w igrzyskach olimpijskich | Udział w igrzyskach olimpijskich | Udział w igrzyskach olimpijskich | Udział w igrzyskach olimpijskich | Udział w igrzyskach olimpijskich | Udział w igrzyskach olimpijskich | Udział w igrzyskach olimpijskich | . | Kwalifikacje do igrzysk olimpijskich | Kwalifikacje do igrzysk olimpijskich | Kwalifikacje do igrzysk olimpijskich | Kwalifikacje do igrzysk olimpijskich | Kwalifikacje do igrzysk olimpijskich | Kwalifikacje do igrzysk olimpijskich |
| Rok                              | Runda                            | Miejsce                          | M                                | W                                | R                                | P                                | B+                               | B-                               | . | M                                    | W                                    | R                                    | P                                    | B+                                   | B-                                   |
| -------------------------------- | -------------------------------- | -------------------------------- | -------------------------------- | -------------------------------- | -------------------------------- | -------------------------------- | -------------------------------- | -------------------------------- | - | ------------------------------------ | ------------------------------------ | ------------------------------------ | ------------------------------------ | ------------------------------------ | ------------------------------------ |
| 1920–1992                        | Ukraina była częścią ZSRR        | Ukraina była częścią ZSRR        | Ukraina była częścią ZSRR        | Ukraina była częścią ZSRR        | Ukraina była częścią ZSRR        | Ukraina była częścią ZSRR        | Ukraina była częścią ZSRR        | Ukraina była częścią ZSRR        | . |                                      |                                      |                                      |                                      |                                      |                                      |
| 1996                             | Nie zakwalifikowała się          | Nie zakwalifikowała się          | Nie zakwalifikowała się          | Nie zakwalifikowała się          | Nie zakwalifikowała się          | Nie zakwalifikowała się          | Nie zakwalifikowała się          | Nie zakwalifikowała się          | . | 10                                   | 6                                    | 2                                    | 2                                    | 24                                   | 12                                   |
| 2000                             | Nie zakwalifikowała się          | Nie zakwalifikowała się          | Nie zakwalifikowała się          | Nie zakwalifikowała się          | Nie zakwalifikowała się          | Nie zakwalifikowała się          | Nie zakwalifikowała się          | Nie zakwalifikowała się          | . | 8                                    | 6                                    | 0                                    | 2                                    | 17                                   | 5                                    |
| 2004                             | Nie zakwalifikowała się          | Nie zakwalifikowała się          | Nie zakwalifikowała się          | Nie zakwalifikowała się          | Nie zakwalifikowała się          | Nie zakwalifikowała się          | Nie zakwalifikowała się          | Nie zakwalifikowała się          | . | 8                                    | 2                                    | 5                                    | 1                                    | 8                                    | 5                                    |
| 2008                             | Nie zakwalifikowała się          | Nie zakwalifikowała się          | Nie zakwalifikowała się          | Nie zakwalifikowała się          | Nie zakwalifikowała się          | Nie zakwalifikowała się          | Nie zakwalifikowała się          | Nie zakwalifikowała się          | . | 2                                    | 1                                    | 0                                    | 1                                    | 2                                    | 4                                    |
| 2012                             | Nie zakwalifikowała się          | Nie zakwalifikowała się          | Nie zakwalifikowała się          | Nie zakwalifikowała się          | Nie zakwalifikowała się          | Nie zakwalifikowała się          | Nie zakwalifikowała się          | Nie zakwalifikowała się          | . | 13                                   | 5                                    | 5                                    | 3                                    | 17                                   | 13                                   |
| 2016                             | Nie zakwalifikowała się          | Nie zakwalifikowała się          | Nie zakwalifikowała się          | Nie zakwalifikowała się          | Nie zakwalifikowała się          | Nie zakwalifikowała się          | Nie zakwalifikowała się          | Nie zakwalifikowała się          | . | 10                                   | 6                                    | 1                                    | 3                                    | 20                                   | 13                                   |
| 2020                             | Nie zakwalifikowała się          | Nie zakwalifikowała się          | Nie zakwalifikowała się          | Nie zakwalifikowała się          | Nie zakwalifikowała się          | Nie zakwalifikowała się          | Nie zakwalifikowała się          | Nie zakwalifikowała się          | . | 10                                   | 5                                    | 2                                    | 3                                    | 18                                   | 12                                   |
| 2024                             | Faza grupowa                     | 9/16                             | 3                                | 1                                | 0                                | 2                                | 3                                | 5                                | . | 5                                    | 3                                    | 1                                    | 1                                    | 9                                    | 8                                    |

### Mistrzostwa świata
| Udział w mistrzostwach świata | Udział w mistrzostwach świata | Udział w mistrzostwach świata | Udział w mistrzostwach świata | Udział w mistrzostwach świata | Udział w mistrzostwach świata | Udział w mistrzostwach świata | Udział w mistrzostwach świata | Udział w mistrzostwach świata | . | Kwalifikacje do mistrzostw świata | Kwalifikacje do mistrzostw świata | Kwalifikacje do mistrzostw świata | Kwalifikacje do mistrzostw świata | Kwalifikacje do mistrzostw świata | Kwalifikacje do mistrzostw świata |
| Rok                           | Runda                         | Miejsce                       | M                             | W                             | R                             | P                             | B+                            | B-                            | . | M                                 | W                                 | R                                 | P                                 | B+                                | B-                                |
| ----------------------------- | ----------------------------- | ----------------------------- | ----------------------------- | ----------------------------- | ----------------------------- | ----------------------------- | ----------------------------- | ----------------------------- | - | --------------------------------- | --------------------------------- | --------------------------------- | --------------------------------- | --------------------------------- | --------------------------------- |
| 1930–1990                     | Ukraina była częścią ZSRR     | Ukraina była częścią ZSRR     | Ukraina była częścią ZSRR     | Ukraina była częścią ZSRR     | Ukraina była częścią ZSRR     | Ukraina była częścią ZSRR     | Ukraina była częścią ZSRR     | Ukraina była częścią ZSRR     | . |                                   |                                   |                                   |                                   |                                   |                                   |
| 1994                          | Nie brała udziału             | Nie brała udziału             | Nie brała udziału             | Nie brała udziału             | Nie brała udziału             | Nie brała udziału             | Nie brała udziału             | Nie brała udziału             | . |                                   |                                   |                                   |                                   |                                   |                                   |
| 1998                          | Nie zakwalifikowała się       | Nie zakwalifikowała się       | Nie zakwalifikowała się       | Nie zakwalifikowała się       | Nie zakwalifikowała się       | Nie zakwalifikowała się       | Nie zakwalifikowała się       | Nie zakwalifikowała się       | . | 12                                | 6                                 | 3                                 | 3                                 | 11                                | 9                                 |
| 2002                          | Nie zakwalifikowała się       | Nie zakwalifikowała się       | Nie zakwalifikowała się       | Nie zakwalifikowała się       | Nie zakwalifikowała się       | Nie zakwalifikowała się       | Nie zakwalifikowała się       | Nie zakwalifikowała się       | . | 12                                | 4                                 | 6                                 | 2                                 | 15                                | 13                                |
| 2006                          | Ćwierćfinał                   | 8/32                          | 5                             | 2                             | 1                             | 2                             | 5                             | 7                             | . | 12                                | 7                                 | 4                                 | 1                                 | 18                                | 7                                 |
| 2010                          | Nie zakwalifikowała się       | Nie zakwalifikowała się       | Nie zakwalifikowała się       | Nie zakwalifikowała się       | Nie zakwalifikowała się       | Nie zakwalifikowała się       | Nie zakwalifikowała się       | Nie zakwalifikowała się       | . | 12                                | 6                                 | 4                                 | 2                                 | 21                                | 7                                 |
| 2014                          | Nie zakwalifikowała się       | Nie zakwalifikowała się       | Nie zakwalifikowała się       | Nie zakwalifikowała się       | Nie zakwalifikowała się       | Nie zakwalifikowała się       | Nie zakwalifikowała się       | Nie zakwalifikowała się       | . | 12                                | 7                                 | 3                                 | 2                                 | 30                                | 7                                 |
| 2018                          | Nie zakwalifikowała się       | Nie zakwalifikowała się       | Nie zakwalifikowała się       | Nie zakwalifikowała się       | Nie zakwalifikowała się       | Nie zakwalifikowała się       | Nie zakwalifikowała się       | Nie zakwalifikowała się       | . | 10                                | 5                                 | 2                                 | 3                                 | 13                                | 9                                 |
| 2022                          | Nie zakwalifikowała się       | Nie zakwalifikowała się       | Nie zakwalifikowała się       | Nie zakwalifikowała się       | Nie zakwalifikowała się       | Nie zakwalifikowała się       | Nie zakwalifikowała się       | Nie zakwalifikowała się       | . | 10                                | 3                                 | 6                                 | 1                                 | 14                                | 10                                |
| 2026                          | Kwalifikacje do rozegrania    |                               |                               |                               |                               |                               |                               |                               | . |                                   |                                   |                                   |                                   |                                   |                                   |

### Mistrzostwa Europy
| Udział w mistrzostwach Europy | Udział w mistrzostwach Europy | Udział w mistrzostwach Europy | Udział w mistrzostwach Europy | Udział w mistrzostwach Europy | Udział w mistrzostwach Europy | Udział w mistrzostwach Europy | Udział w mistrzostwach Europy | Udział w mistrzostwach Europy | . | Kwalifikacje do mistrzostw Europy | Kwalifikacje do mistrzostw Europy | Kwalifikacje do mistrzostw Europy | Kwalifikacje do mistrzostw Europy | Kwalifikacje do mistrzostw Europy | Kwalifikacje do mistrzostw Europy |
| Rok                           | Runda                         | Miejsce                       | M                             | W                             | R                             | P                             | B+                            | B-                            | . | M                                 | W                                 | R                                 | P                                 | B+                                | B-                                |
| ----------------------------- | ----------------------------- | ----------------------------- | ----------------------------- | ----------------------------- | ----------------------------- | ----------------------------- | ----------------------------- | ----------------------------- | - | --------------------------------- | --------------------------------- | --------------------------------- | --------------------------------- | --------------------------------- | --------------------------------- |
| 1960–1992                     | Ukraina była częścią ZSRR     | Ukraina była częścią ZSRR     | Ukraina była częścią ZSRR     | Ukraina była częścią ZSRR     | Ukraina była częścią ZSRR     | Ukraina była częścią ZSRR     | Ukraina była częścią ZSRR     | Ukraina była częścią ZSRR     | . |                                   |                                   |                                   |                                   |                                   |                                   |
| 1996                          | Nie zakwalifikowała się       | Nie zakwalifikowała się       | Nie zakwalifikowała się       | Nie zakwalifikowała się       | Nie zakwalifikowała się       | Nie zakwalifikowała się       | Nie zakwalifikowała się       | Nie zakwalifikowała się       | . | 10                                | 4                                 | 1                                 | 5                                 | 11                                | 15                                |
| 2000                          | Nie zakwalifikowała się       | Nie zakwalifikowała się       | Nie zakwalifikowała się       | Nie zakwalifikowała się       | Nie zakwalifikowała się       | Nie zakwalifikowała się       | Nie zakwalifikowała się       | Nie zakwalifikowała się       | . | 12                                | 5                                 | 6                                 | 1                                 | 16                                | 7                                 |
| 2004                          | Nie zakwalifikowała się       | Nie zakwalifikowała się       | Nie zakwalifikowała się       | Nie zakwalifikowała się       | Nie zakwalifikowała się       | Nie zakwalifikowała się       | Nie zakwalifikowała się       | Nie zakwalifikowała się       | . | 8                                 | 2                                 | 4                                 | 2                                 | 11                                | 10                                |
| 2008                          | Nie zakwalifikowała się       | Nie zakwalifikowała się       | Nie zakwalifikowała się       | Nie zakwalifikowała się       | Nie zakwalifikowała się       | Nie zakwalifikowała się       | Nie zakwalifikowała się       | Nie zakwalifikowała się       | . | 12                                | 5                                 | 2                                 | 5                                 | 18                                | 16                                |
| 2012                          | Faza grupowa                  | 12/16                         | 3                             | 1                             | 0                             | 2                             | 2                             | 4                             | . |                                   |                                   |                                   |                                   |                                   |                                   |
| 2016                          | Faza grupowa                  | 24/24                         | 3                             | 0                             | 0                             | 3                             | 0                             | 5                             | . | 12                                | 7                                 | 2                                 | 3                                 | 17                                | 5                                 |
| 2020                          | Ćwierćfinał                   | 8/24                          | 5                             | 2                             | 0                             | 3                             | 6                             | 10                            | . | 8                                 | 6                                 | 2                                 | 0                                 | 17                                | 4                                 |
| 2024                          | Faza grupowa                  | 17/24                         | 3                             | 1                             | 1                             | 1                             | 2                             | 4                             | . | 10                                | 6                                 | 2                                 | 2                                 | 15                                | 10                                |

## Rekordziści
Stan na 21 września 2022
Najwięcej występów w kadrze
| Lp. | Nazwisko             | Lata gry w kadrze | Mecze |
| --- | -------------------- | ----------------- | ----- |
| 1.  | Anatolij Tymoszczuk  | 2000–2016         | 144   |
| 2.  | Andrij Szewczenko    | 1995–2012         | 111   |
| 3.  | Andrij Jarmołenko*   | 2009–             | 110   |
| 4.  | Rusłan Rotań         | 2003–2018         | 100   |
| 5.  | Ołeh Husiew          | 2003–2016         | 98    |
| 6.  | Andrij Piatow*       | 2007–             | 94    |
| 7.  | Ołeksandr Szowkowski | 1994–2012         | 92    |
| 8.  | Jewhen Konoplanka*   | 2010–             | 86    |
| 9.  | Serhij Rebrow        | 1992–2006         | 75    |
| 10. | Andrij Woronin       | 2002–2012         | 74    |

Stan na 21 września 2022
Najwięcej goli w kadrze
| Lp. | Nazwisko           | Lata gry w kadrze | Gole (Mecze) |
| --- | ------------------ | ----------------- | ------------ |
| 1.  | Andrij Szewczenko  | 1995–2012         | 48 (111)     |
| 2.  | Andrij Jarmołenko* | 2009–             | 45 (110)     |
| 3.  | Jewhen Konoplanka* | 2010–             | 17 (86)      |
| 4.  | Serhij Rebrow      | 1992–2006         | 15 (75)      |
| 5.  | Ołeh Husiew        | 2003–2016         | 13 (98)      |
| 6.  | Serhij Nazarenko   | 2003–2012         | 12 (56)      |
| 7.  | Jewhen Sełezniow   | 2008–2018         | 11 (58)      |
| 8.  | Andrij Worobiej    | 2000–2008         | 9 (68)       |
| 8.  | Andrij Husin       | 1993–2006         | 9 (71)       |
| 10. | Timierłan Husejnow | 1993–1997         | 8 (14)       |
| 10. | Artem Kraweć*      | od 2012           | 8 (23)       |
| 10. | Artem Miłewski     | 2006–2012         | 8 (50)       |
| 10. | Andrij Woronin     | 2002–2012         | 8 (74)       |
| 10. | Rusłan Rotań       | 2003–2018         | 8 (100)      |

Stan na 10 czerwca 2019 r.
Kapitanowie reprezentacji
| #  | Nazwisko               | Lata gry w kadrze | Mecze kapitana (Mecze ogółem) |
| -- | ---------------------- | ----------------- | ----------------------------- |
| 1  | Andrij Szewczenko      | 1995–2012         | 58 (111)                      |
| 2  | Anatolij Tymoszczuk    | 2000–2016         | 41 (144)                      |
| 3  | Ołeh Łużny             | 1992–2003         | 39 (52)                       |
| 4  | Rusłan Rotań           | 2003–2018         | 25 (100)                      |
| 5  | Jurij Kalitwincew      | 1995–1999         | 13 (22)                       |
| =  | Ołeksandr Hołowko      | 1995–2004         | 13 (58)                       |
| 7  | Ołeksandr Szowkowski   | 1993–2012         | 12 (92)                       |
| 8  | Andrij Piatow*         | od 2006           | 9 (89)                        |
| 9  | Ołeksandr Kuczer       | 2006–2017         | 8 (57)                        |
| 10 | Jewhen Konoplanka*     | od 2010           | 5 (73)                        |
| 11 | Hennadij Łytowczenko   | 1993–1994         | 4 (4)                         |
| =  | Jurij Maksymow         | 1992–2002         | 4 (27)                        |
| 13 | Serhij Diriawka        | 1992–1995         | 3 (9)                         |
| =  | Andrij Husin           | 1993–2006         | 3 (71)                        |
| 15 | Andrij Połunin         | 1992–1995         | 2 (9)                         |
| =  | Andrij Rusoł           | 2004–2010         | 2 (49)                        |
| =  | Władysław Waszczuk     | 1996–2007         | 2 (63)                        |
| 18 | Jurij Szełepnycki      | 1992              | 1 (1)                         |
| =  | Jewhen Drahunow        | 1992              | 1 (2)                         |
| =  | Ołeksij Mychajłyczenko | 1992–1994         | 1 (2)                         |
| =  | Serhij Tretjak         | 1992              | 1 (2)                         |
| =  | Ihor Petrow            | 1994              | 1 (3)                         |
| =  | Serhij Kowałeć         | 1992–1994         | 1 (10)                        |
| =  | Serhij Beżenar         | 1992–1997         | 1 (23)                        |
| =  | Wjaczesław Szewczuk    | 2006–2016         | 1 (56)                        |
| =  | Serhij Rebrow          | 1992–2007         | 1 (75)                        |

Stan na 5 września 2020 r.
Bramkarze reprezentacji
| #  | Nazwisko              | Lata gry w kadrze | Najwięcej goli straconych w kadrze (Mecze ogółem) |
| -- | --------------------- | ----------------- | ------------------------------------------------- |
| 1  | Ołeksandr Szowkowski  | 1994–2012         | 76 (92)                                           |
| 2  | Andrij Piatow*        | od 2006           | 71 (94)                                           |
| 3  | Ołeh Susłow           | 1994–1997         | 15 (12)                                           |
| 4  | Andrij Dykań          | 2010–2012         | 11 (8)                                            |
| =  | Dmytro Tiapuszkin     | 1994–1995         | 11 (7)                                            |
| 6  | Witalij Rewa          | 2001–2003         | 10 (9)                                            |
| =  | Maksym Łewycki        | 2000–2002         | 10 (8)                                            |
| 8  | Wjaczesław Kernozenko | 2000–2008         | 8 (5)                                             |
| 9  | Ihor Kutepow          | 1992–1993         | 6 (4)                                             |
| 10 | Dmytro Szutkow        | 1993–2003         | 4 (5)                                             |
| =  | Ołeksandr Pomazun     | 1992–1993         | 4 (4)                                             |
| =  | Andrij Kowtun         | 1993              | 4 (2)                                             |

Stan na 5 września 2020 r.
Bramkarze reprezentacji
| # | Nazwisko              | Lata gry w kadrze | Najwięcej meczów w kadrze (bramki stracone) |
| - | --------------------- | ----------------- | ------------------------------------------- |
| 1 | Andrij Piatow*        | od 2007           | 94 (71)                                     |
| 2 | Ołeksandr Szowkowski  | 1994–2012         | 92 (80)                                     |
| 3 | Ołeh Susłow           | 1994–1997         | 12 (15)                                     |
| 4 | Witalij Rewa          | 2001–2003         | 9 (10)                                      |
| 5 | Andrij Dykań          | 2010–2012         | 8 (11)                                      |
| = | Maksym Łewycki        | 2000–2002         | 8 (10)                                      |
| 7 | Dmytro Tiapuszkin     | 1994–1995         | 7 (11)                                      |
| 8 | Wałerij Worobjow      | 1994–1999         | 6 (2)                                       |
| 9 | Denys Bojko*          | od 2014           | 5 (3)                                       |
| = | Dmytro Szutkow        | 1993–2003         | 5 (4)                                       |
| = | Wjaczesław Kernozenko | 2000–2008         | 5 (8)                                       |

- Gwiazdką oznaczono piłkarzy branych pod uwagę przy ustalaniu obecnego składu.

Jubileuszowe bramki w kadrze
| Gol | Piłkarz           | Data                 | Mecz                     |
| --- | ----------------- | -------------------- | ------------------------ |
| 1   | Iwan Hecko        | 29 kwietnia 1992     | Ukraina 1 – 3 Węgry      |
| 100 | Andrij Woronin    | 12 października 2002 | Ukraina 2 – 0 Grecja     |
| 200 | Andrij Szewczenko | 14 października 2009 | Andora 0 – 6 Ukraina     |
| 300 | Artem Kraweć      | 14 czerwca 2015      | Ukraina 3 – 0 Luksemburg |

## Trenerzy reprezentacji Ukrainy
| Szkoleniowiec          | O       | od   | do   | M  | W  | R  | P  | B+ | B- |
| ---------------------- | ------- | ---- | ---- | -- | -- | -- | -- | -- | -- |
| Wiktor Prokopenko      | Ukraina | 1992 | 1992 | 3  | 0  | 1  | 2  | 2  | 5  |
| Mykoła Pawłow          | Ukraina | 1992 | 1992 | 1  | 0  | 1  | 0  | 1  | 1  |
| Łeonid Tkaczenko       | Ukraina | 1992 | 1992 | 1  | 0  | 1  | 0  | 1  | 1  |
| Ołeh Bazyłewycz        | Ukraina | 1993 | 1994 | 11 | 4  | 3  | 4  | 13 | 14 |
| Mykoła Pawłow          | Ukraina | 1992 | 1992 | 2  | 0  | 0  | 2  | 0  | 3  |
| Wołodymyr Muntian      | Ukraina | 1992 | 1992 | 2  | 0  | 0  | 2  | 0  | 3  |
| Jożef Sabo             | Ukraina | 1994 | 1994 | 2  | 1  | 1  | 0  | 3  | 0  |
| Anatolij Końkow        | Ukraina | 1995 | 1995 | 7  | 3  | 0  | 4  | 8  | 13 |
| Jożef Sabo             | Ukraina | 1996 | 1999 | 32 | 15 | 11 | 6  | 44 | 26 |
| Walery Łobanowski      | Ukraina | 2000 | 2001 | 18 | 6  | 7  | 5  | 20 | 20 |
| Łeonid Buriak          | Ukraina | 2002 | 2003 | 19 | 5  | 6  | 8  | 18 | 23 |
| Ołeh Błochin           | Ukraina | 2003 | 2007 | 46 | 21 | 14 | 11 | 65 | 40 |
| Ołeksij Mychajłyczenko | Ukraina | 2008 | 2009 | 21 | 12 | 5  | 4  | 31 | 16 |
| Myron Markewicz        | Ukraina | 2010 | 2010 | 4  | 3  | 1  | 0  | 9  | 3  |
| Jurij Kalitwincew      | Ukraina | 2010 | 2011 | 8  | 1  | 5  | 2  | 10 | 13 |
| Ołeh Błochin           | Ukraina | 2011 | 2012 | 18 | 7  | 3  | 8  | 27 | 28 |
| Andrij Bal             | Ukraina | 2012 | 2012 | 2  | 0  | 1  | 1  | 0  | 1  |
| Ołeksandr Zawarow      | Ukraina | 2012 | 2012 | 1  | 1  | 0  | 0  | 1  | 0  |
| Mychajło Fomenko       | Ukraina | 2012 | 2016 | 37 | 24 | 6  | 7  | 67 | 22 |
| Andrij Szewczenko      | Ukraina | 2016 | 2021 | 51 | 25 | 13 | 13 | 71 | 59 |

Stan na 3 lipca 2021

## Aktualna kadra
26 osobowa kadra na Mistrzostwa Europy 2020, które odbywają się w dniach 11 czerwca 2021 – 11 lipca 2021. Występy i gole aktualne na 20 czerwca 2021.
| Nr         | Imię i nazwisko     | Data urodzenia       | Występy   | Gole      | Klub             |
| Bramkarze  | Bramkarze           | Bramkarze            | Bramkarze | Bramkarze | Bramkarze        |
| ---------- | ------------------- | -------------------- | --------- | --------- | ---------------- |
| 1          | Heorhij Buszczan    | 31 maja 1994         | 9         | 0         | Dynamo Kijów     |
| 12         | Andrij Piatow (c)   | 28 czerwca 1984      | 97        | 0         | Szachtar Donieck |
| 23         | Anatolij Trubin     | 1 sierpnia 2001      | 2         | 0         | Szachtar Donieck |
| Obrońcy    |                     |                      |           |           |                  |
| 2          | Eduard Sobol        | 20 kwietnia 1995     | 21        | 0         | Club Brugge      |
| 4          | Serhij Krywcow      | 15 marca 1991        | 23        | 0         | Szachtar Donieck |
| 13         | Illa Zabarny        | 1 września 2002      | 11        | 0         | Dynamo Kijów     |
| 16         | Witalij Mykołenko   | 29 maja 1999         | 18        | 0         | Dynamo Kijów     |
| 21         | Ołeksandr Karawajew | 2 czerwca 1992       | 36        | 1         | Dynamo Kijów     |
| 22         | Mykoła Matwijenko   | 2 maja 1996          | 39        | 0         | Szachtar Donieck |
| 24         | Ołeksandr Tymczyk   | 20 stycznia 1997     | 4         | 0         | Dynamo Kijów     |
| 25         | Denys Popow         | 17 lutego 1999       | 1         | 0         | Dynamo Kijów     |
| Pomocnicy  |                     |                      |           |           |                  |
| 3          | Heorhij Sudakow     | 1 września 2002      | 3         | 0         | Szachtar Donieck |
| 5          | Serhij Sydorczuk    | 2 maja 1991          | 39        | 3         | Dynamo Kijów     |
| 6          | Taras Stepanenko    | 8 sierpnia 1989      | 63        | 3         | Szachtar Donieck |
| 7          | Andrij Jarmołenko   | 23 października 1989 | 97        | 42        | West Ham United  |
| 8          | Rusłan Malinowski   | 4 maja 1993          | 40        | 6         | Atalanta BC      |
| 10         | Mykoła Szaparenko   | 4 października 1998  | 15        | 0         | Dynamo Kijów     |
| 11         | Marlos              | 7 czerwca 1988       | 27        | 1         | Szachtar Donieck |
| 14         | Jewhenij Makarenko  | 21 maja 1991         | 12        | 0         | KV Kortrijk      |
| 15         | Wiktor Cyhankow     | 15 listopada 1997    | 28        | 6         | Dynamo Kijów     |
| 17         | Ołeksandr Zinczenko | 15 grudnia 1996      | 42        | 6         | Manchester City  |
| 18         | Roman Bezus         | 26 września 1990     | 23        | 5         | KAA Gent         |
| 20         | Ołeksandr Zubkow    | 3 sierpnia 1996      | 12        | 1         | Ferencvárosi TC  |
| Napastnicy |                     |                      |           |           |                  |
| 9          | Roman Jaremczuk     | 27 listopada 1995    | 27        | 10        | KAA Gent         |
| 19         | Artem Biesiedin     | 31 marca 1996        | 17        | 2         | Dynamo Kijów     |
| 26         | Artem Dowbyk        | 21 czerwca 1997      | 2         | 0         | Dnipro-1         |

Źródło: